# Władysław Pytlasiński
Władysław Pytlasiński (ur. 26 lipca 1863 w Warszawie, zm. 10 listopada 1933 w Warszawie) – polski zapaśnik, trener, oficer Policji Państwowej. Ze względu na swój wkład w rozwój polskiego zapaśnictwa jest nazywany „ojcem polskich zapasów”.

## Wczesne życie
Urodził się 26 lipca 1863 w Warszawie w Królestwie Polskim (kongresowym). Jego ojciec był rzeźnikiem. On sam z zawodu był mechanikiem. Jako syn powstańca styczniowego był represjonowany przez władze carskie i uciekł do Szwajcarii. Tam rozpoczął karierę zapaśniczą.

## Kariera zapaśnicza

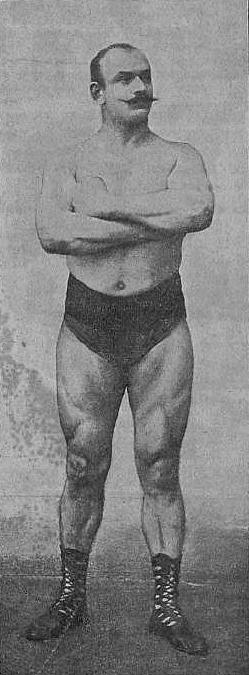
Władysław Pytlasiński w stroju zapaśniczym przed 1901

Specjalizował się w walce francuskiej, opartej na klasycznym stylu grecko-rzymskim, ale z elementami stylu wolnego. Nie wyróżniał się warunkami fizycznymi w porównaniu z innymi zawodnikami. Przy wzroście 185 centymetrów ważył 105 kilogramów. Miał pseudonim Pytlas. Za granicą występował też jako Ladislaus Pytlasinski.
Na ponad 800 walk wygrał 794. Miał w kolekcji około czterystu rozmaitych nagród, w tym sporo ze złota. Po tym jak Polska odzyskała niepodległość w 1918, przekazał je Skarbowi Państwa, za co dostał Krzyż Zasługi.
W 1898 po raz pierwszy wygrał turniej zapasów w stylu klasycznym w Paryżu, a tym samym złoty pas i 10 tysięcy franków francuskich. Oprócz niego w turnieju startowali Francuz Paul Pons, ukraiński olbrzym Iwan Poddubny, Estończycy Georg Lurich i Georg Hackenschmidt oraz Straszliwy Turek Kara Achmed, którego Pytlasiński pokonał w finale w ósmej minucie. Wygrał też turniej w Paryżu 13 lutego 1899 i 13 listopada 1900.
Poza występowaniem i braniem udziału w turniejach, zajmował się także odkrywaniem talentów. W 1901 poznał przymierzającego się do egzaminu maturalnego Stanisława Cyganiewicza, który był jego fanem. Pytlasiński zatrudnił go jako swojego partnera sparingowego i zajął się jego treningiem. W tym samym roku razem wyruszyli w trasę po cyrkach w Ciechocinku, Włocławku i Płocku.

## Działalność na rzecz zapaśnictwa polskiego
Gdy w 1906 wycofał się z aktywnej kariery zapaśniczej, zasiadał w jury turniejów walki francuskiej w warszawskim cyrku braci Staniewskich przy ulicy Ordynackiej. Wielokrotnie był sędzią na polskich turniejach zapaśniczych.
Po odzyskaniu przez Polskę niepodległości objął w Łodzi funkcję komendanta straży obywatelskiej, a potem naczelnika policji kryminalnej. W 1919 po przeprowadzce na stałe do Warszawy prowadził w policji szkolenie w sztukach walki i poświęcił się organizowaniu amatorskiego zapaśnictwa. W marcu 1922 w maneżu policji konnej przy ul. Ciepłej 13 założył Polskie Towarzystwo Atletyczne, które stało się członkiem Międzynarodowej Federacji Zapaśniczej (IAWF). Założył szkołę atletyczną w Odessie, którą później przeniósł do Łodzi. Podobną szkołę założył w Warszawie. Również z jego inicjatywy w 1925 roku odbyły się w Warszawie pierwsze amatorskie mistrzostwa Polski w zapasach.
W 1929 napisał broszurę Tajniki walki zapaśniczej, przeznaczoną dla adeptów tego sportu, w której wyjaśniał, jak należy przysposobić do jego uprawiania mięśnie, stawy, nerwy, serce i płuca. W 1930 wydał kolejną broszurę, o nazwie Podnoszenie ciężarów, poświęconą treningowi ciężarami.
27 listopada 1930 opatentował przyrząd do wzmacniania mięśni.
Jego działalność na rzecz rozwoju zapasów w Polsce sprawiła, że zyskał reputację pioniera zapaśnictwa polskiego i wielokrotnie w polskiej prasie był nazywany „ojcem polskich zapasów”. Prezes honorowy Polskiego Związku Atletycznego.

## Służba w Policji Państwowej
W dniu 10 czerwca 1920 r. wstąpił w szeregi Policji Państwowej. 1 lutego 1920 r. mianowany komisarzem. Służbę pełnił w Wydziale III Komendy Głównej Policji Państwowej oraz Głównej Szkole Policji Państwowej w Warszawie. Z dniem 31 marca 1926 r. zwolniony z Policji z zachowaniem praw emerytalnych.

## Kariera aktorska
Występował w sztukach i filmach. W Kijowie zagrał Ursusa w operowej inscenizacji Quo vadis, w Petersburgu miał epizod w operetce jako Atlas, w Polsce natomiast zagrał w dwóch filmach. W 1923 wcielił się w Bartka Słowika w filmie Bartek zwycięzca Edwarda Puchalskiego, a w Panu Tadeuszu Ryszarda Ordyńskiego z 1928 wcielił się w Macieja z zaścianka Dobrzyńskich.

## Śmierć i upamiętnienie
Zmarł 10 listopada 1933 w Warszawie. Został pochowany na cmentarzu Powązkowskim w Warszawie (kwatera 270-1-12).
W styczniu 1938 imię Władysława Pytlasińskiego nadano ulicy na warszawskim Mokotowie.
Od 1957 roku rozgrywane są w różnych miastach Polski międzynarodowe zawody zapaśnicze imienia Władysława Pytlasińskiego.
Tablica pamiątkowa z granitu umieszczona w pierwszej połowie lat 70. na szczytowej ścianie bloku Osiedla Za Żelazną Bramą przy ulicy Grzybowskiej 30.
W 2017 Krajowa Liga Zapaśnicza rozdała symboliczne nagrody nazwane Pytlasami w dziesięciu kategoriach, będące podsumowaniem roku w polskich zapasach.

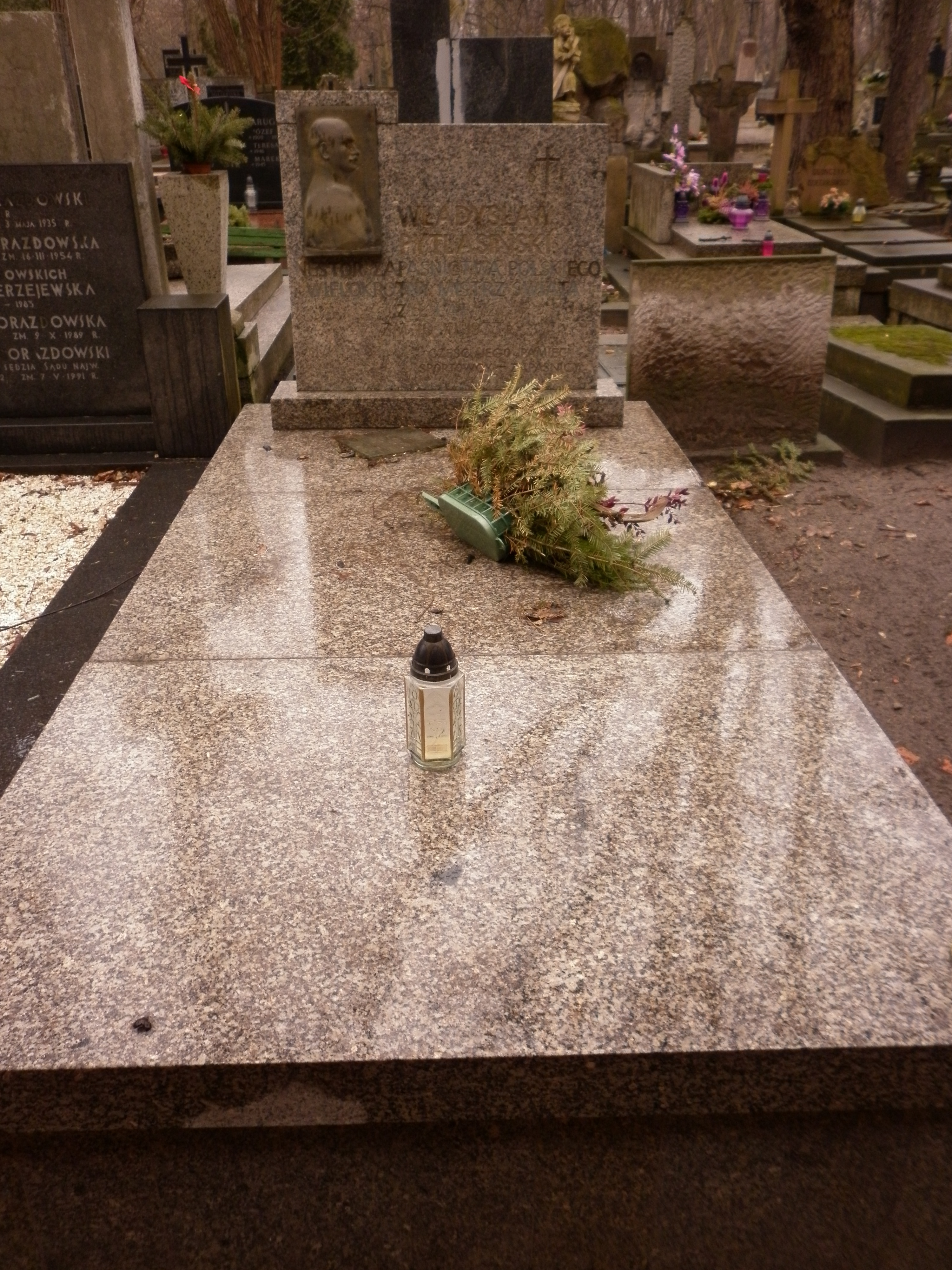
Grób Władysława Pytlasińskiego na cmentarzu Powązkowskim w Warszawie
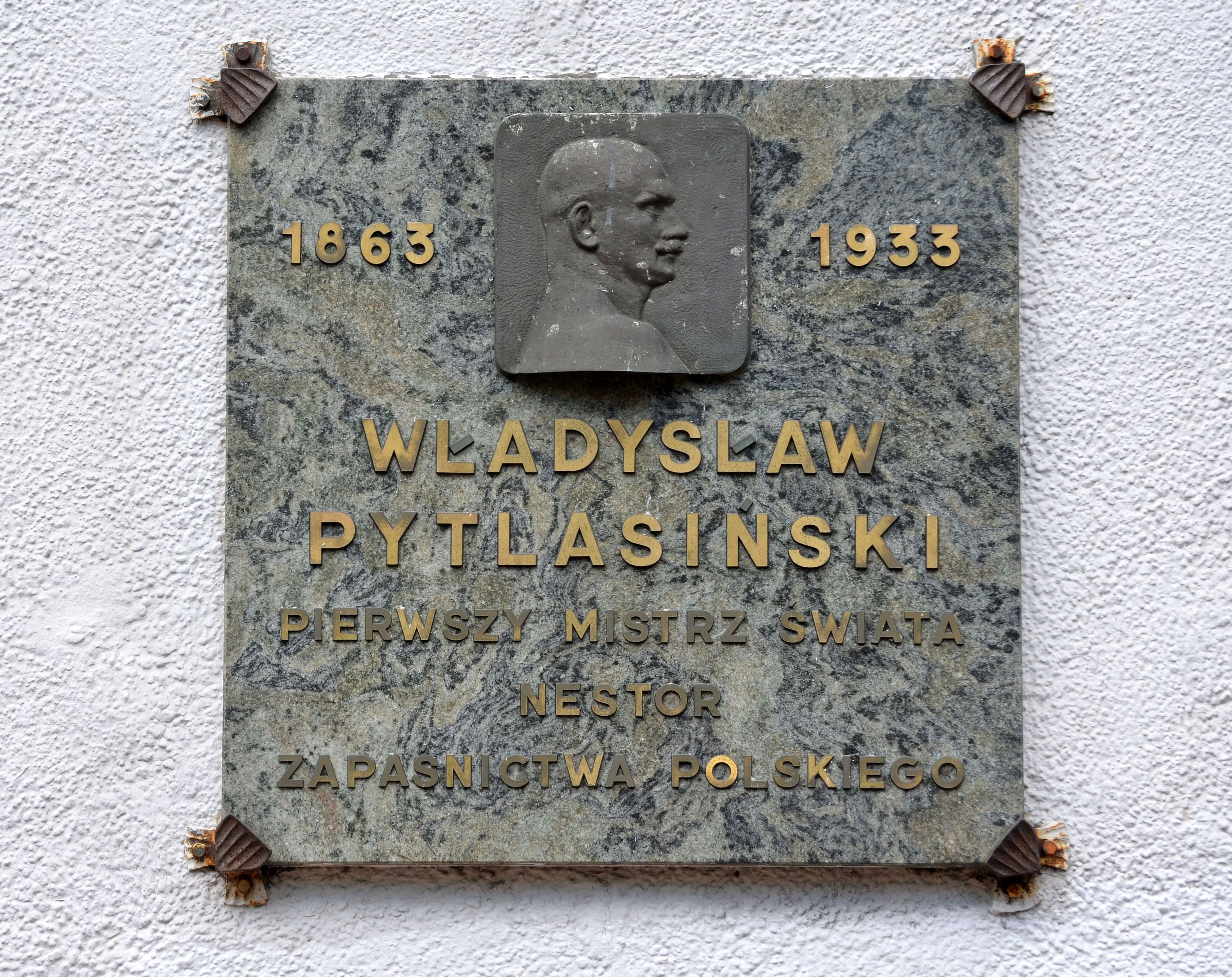
Tablica upamiętniająca Władysława Pytlasińskiego na budynku przy ul. Grzybowskiej 30 w Warszawie
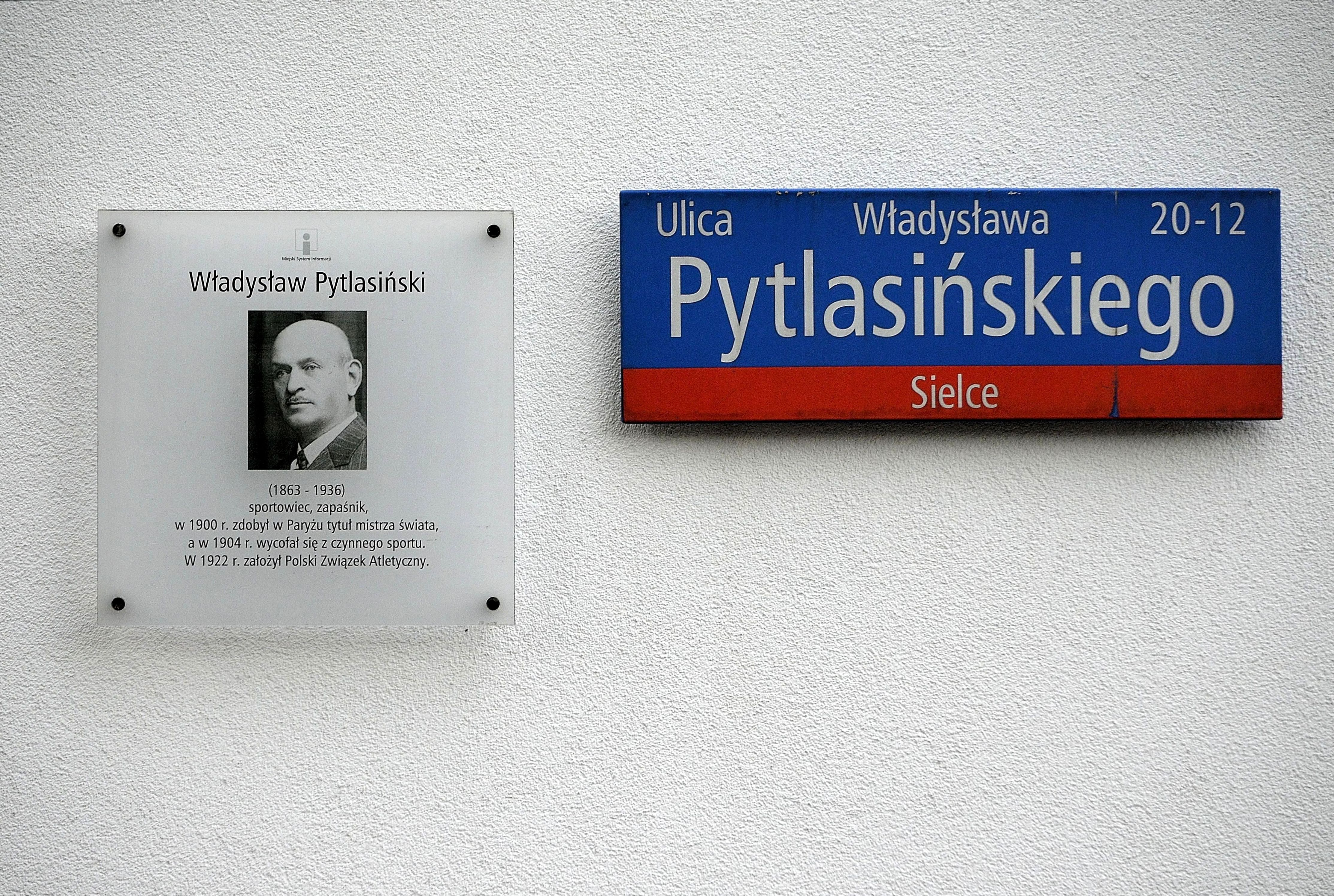
Tablice MSI przy ul. Pytlasińskiego w Warszawie

## Osiągnięcia w turniejach
| Turniej                  | Turniej                                          | Zajęte miejsce | Przypis |
| Data zakończenia         | Miejsce                                          | Zajęte miejsce | Przypis |
| ------------------------ | ------------------------------------------------ | -------------- | ------- |
| październik 1898         | Francja, Paryż                                   | 1              | [ 4 ]   |
| 27 grudnia 1898(dts)     | Francja, Paryż, Casino de Paris                  | 2              | [ 21 ]  |
| 13 lutego 1899(dts)      | Francja, Paryż, Folies Bergère                   | 1              | [ 21 ]  |
| 13 marca 1899(dts)       | Imperium Rosyjskie, Petersburg, Michael Manege   | 1              | [ 21 ]  |
| 19 listopada 1899(dts)   | Królestwo Prus, Breslau                          | 1              | [ 21 ]  |
| 29 grudnia 1899(dts)     | Francja, Paryż, Casino de Paris                  | 2              | [ 21 ]  |
| marzec 1900              | Królestwo Polskie, Warszawa, Cyrk Ciniselli      | 1              | [ 21 ]  |
| 25 lipca 1900(dts)       | Austro-Węgry, Wiedeń, Circus Busch-Roland        | 4              | [ 21 ]  |
| 17 sierpnia 1900(dts)    | Belgia, Ostenda, Hippodrome Wellington           | 1              | [ 21 ]  |
| 5 października 1900(dts) | Belgia, Liège, Casino Grétry                     | 2              | [ 21 ]  |
| 3 listopada 1900(dts)    | Francja, Paryż, Hippodrome de Montmartre         | 1              | [ 21 ]  |
| 15 maja 1905(dts)        | Imperium Rosyjskie, Petersburg, Circus Ciniselli | 2              | [ 21 ]  |
| sierpień 1906            | Imperium Rosyjskie, Petersburg, Garten Farce     | 3              | [ 21 ]  |
| 23 listopada 1906(dts)   | Francja, Paryż, Casino de Paris                  | 3              | [ 21 ]  |
| 6 stycznia 1907(dts)     | Austro-Węgry, Wiedeń, Circus Beketow             | 2              | [ 21 ]  |
| 12 maja 1907(dts)        | Włochy, Rzym                                     | 2              | [ 21 ]  |
| 25 maja 1907(dts)        | Włochy, Palermo                                  | 2              | [ 21 ]  |
| 31 sierpnia 1907(dts)    | Królestwo Prus, Kattowitz                        | 2              | [ 21 ]  |
| 2 marca 1908(dts)        | Szwecja, Göteborg                                | 4              | [ 21 ]  |
| 17 marca 1908(dts)       | Włochy, Turyn, Vittorio-Emanuele-Theatre         | 4              | [ 21 ]  |
| wrzesień 1909            | Imperium Rosyjskie, Odessa                       | 2              | [ 21 ]  |

## Ordery i odznaczenia
- Srebrny Krzyż Zasługi (19 marca 1931)[22]